# 219
219 (CCXIX) var ett normalår som började en fredag i den julianska kalendern.

## Händelser

### Okänt datum
- Legionerna III Gallica och IV Scythica överges av Heliogabalus efter att deras ledare, Verus och Gellius Maximus, har gjort uppror.
- Heliogabalus introduceras i dyrkandet av de frygiska gudarna Kybele och Attis.
- Satavahanakungen Pulonas styre över Andhrariket inleds i Indien.
- Liu Bei utropar sig till kung av Han Zhong.
- Guan Yu, general i Handynastin, omringas och besegras vid slottet Mai efter att ha attackerat Fancheng (nuvarande Xiangfan i Hubei).

## Avlidna
- Verus, romersk usurpator, senator och befälhavare över Legio III Gallica i Syrien
- Guan Yu, firad general under Liu Bei
- Guan Ping, son till Guan Yu
- Liu Zhang, före detta härskare av Yizhou
- Lü Meng, general under Sun Quan, som planerade tillfångatagandet av Guan Yu
- Xiahou Yuan, general och släkting till Cao Cao
- Huang Zhong, general under Liu Bei